# Naruto: Ninja Destiny 2 - European Version
Naruto Ninja Destiny 2 - European Version è un videogioco per Nintendo DS basato sulla serie manga e anime Naruto scritto e disegnato dal mangaka Masashi Kishimoto.

## Trama
La trama del gioco è stata appositamente creata per esso.

## Giocatore singolo
Nel videogioco esistono tre modalità di gioco:
- La modalità "Storia"
- La modalità "Lotta"
- La modalità "Sopravvivenza"

## Personaggi
Inizialmente sono giocabili 13 personaggi:
- Naruto
- Gaara
- Temari
- Sakura
- Sasuke
- Shikamaru
- Asuma
- Kakashi
- Rock Lee
- Neji
- Kurenai
- Gai
- Iruka

Proseguendo nella storia o completando determinate sfide si sbloccheranno anche:
- Kabuto : Appare dopo aver sconfitto 5 avversari di fila in modalità Sopravvivenza.
- Orochimaru : Appare dopo aver sconfitto 10 avversari di fila in modalità Sopravvivenza.
- Itachi : Appare dopo aver sconfitto 15 avversari di fila in modalità Sopravvivenza.
- Kisame : Appare dopo aver sconfitto 20 avversari di fila in modalità Sopravvivenza.
- Tsunade : Appare dopo aver completato la modalità storia
- Jiraiya : Appare dopo aver completato la modalità storia
- Minato Namikaze :Appare dopo aver completato la modalità storia
- Hiruzen Sarutobi : Appare dopo aver completato la modalità Avventura di 1 personaggio.
- Tobirama Senju : Appare dopo aver completato la modalità Avventura di 8 personaggio.
- Hashirama Senju : Appare dopo aver completato la modalità Avventura di 4 personaggio.
- Sasuke CS2 : Appare dopo aver completato la modalità storia
- Naruto-volpe a nove code: Appare dopo aver completato la modalità storia

È inoltre possibile modificare il colore dei personaggi premendo il tasto Y.
Come le altre versioni, dispone anche di una modalità multiplayer in cui è possibile combattere contro un'altra persona.